# Завади (Плешевський повіт)
Завади (пол. Zawady, нім. Spatzenmühle) — село в Польщі, у гміні Плешев Плешевського повіту Великопольського воєводства.
Населення — 68 осіб (2011).
У 1975-1998 роках село належало до Каліського воєводства.

## Демографія
Демографічна структура станом на 31 березня 2011 року:
|          | Загалом | Допрацездатний вік | Працездатний вік | Постпрацездатний вік |
| -------- | ------- | ------------------ | ---------------- | -------------------- |
| Чоловіки | 28      | 7                  | 18               | 3                    |
| Жінки    | 40      | 9                  | 21               | 10                   |
| Разом    | 68      | 16                 | 39               | 13                   |